# Mordella novemnotata
Mordella novemnotata är en skalbaggsart som beskrevs av Ray 1944. Mordella novemnotata ingår i släktet Mordella och familjen tornbaggar. Inga underarter finns listade i Catalogue of Life.